# Paepalanthus itambeensis
Paepalanthus itambeensis är en gräsväxtart som beskrevs av Silveira. Paepalanthus itambeensis ingår i släktet Paepalanthus och familjen Eriocaulaceae. Inga underarter finns listade i Catalogue of Life.